# Louis Vuitton (dom mody)
Louis Vuitton Malletier – luksusowy francuski dom mody z centralnym zarządem w Paryżu, stworzony w roku 1854 przez francuskiego rzemieślnika i przedsiębiorcę Louisa Vuittona (1821–1892), który początkowo w pierwszych latach produkował ekskluzywne torby, walizki i bagaże. 

## Historia
Firma nosi nazwę po jej założycielu Louisie Vuittonie (1821–1892). Vuitton urodził się we Francji, w miejscowości Lavans-sur-Valouse, w 1835 przeprowadził się do Paryża. W 1854 roku założył spółkę znaną teraz jako LVMH Moët Hennessy Louis Vuitton. W swoim paryskim warsztacie (Place Vendôme) tworzył początkowo pudła, a następnie skrzynie podróżne.
W 1858 roku Vuitton otworzył atelier w Asnières. Był to jedyny warsztat tego domu mody do 1977. W 1866 Louis i jego syn Georges wprowadzili do bagaży nowy system zamykania kufrów – utrudniajacy włamanie się do nich. Jest on używany do dziś przez markę.  
Po śmierci Louisa Vuitton w 1892 roku stanowisko kierownicze przejął jego syn. W czasie prowadzenia firmy przez Georgesa marka Louis Vuitton rozpoczęła sprzedaż w Stanach Zjednoczonych. Z tego okresu pochodzi także pierwszy projekt monogramu „LV”.
W 1907 roku w zarządzie firmy zasiadł wnuk założyciela – Gaston-Louis Vuitton. Poszerzył portfolio marki o wyroby galanteryjne oraz akcesoria podróżnicze. Po jego śmierci firmą zarządzał jego zięć – Henry Racamier. W 1987 roku doprowadził do fuzji spółki z producentami szampana i koniaku – Moët-Hennessy. Trzy lata później Recaimer został odsunięty od pełnienia funkcji dyrektora, kiedy nowa spółka została przejęta przez Bernarda Arnaulta.

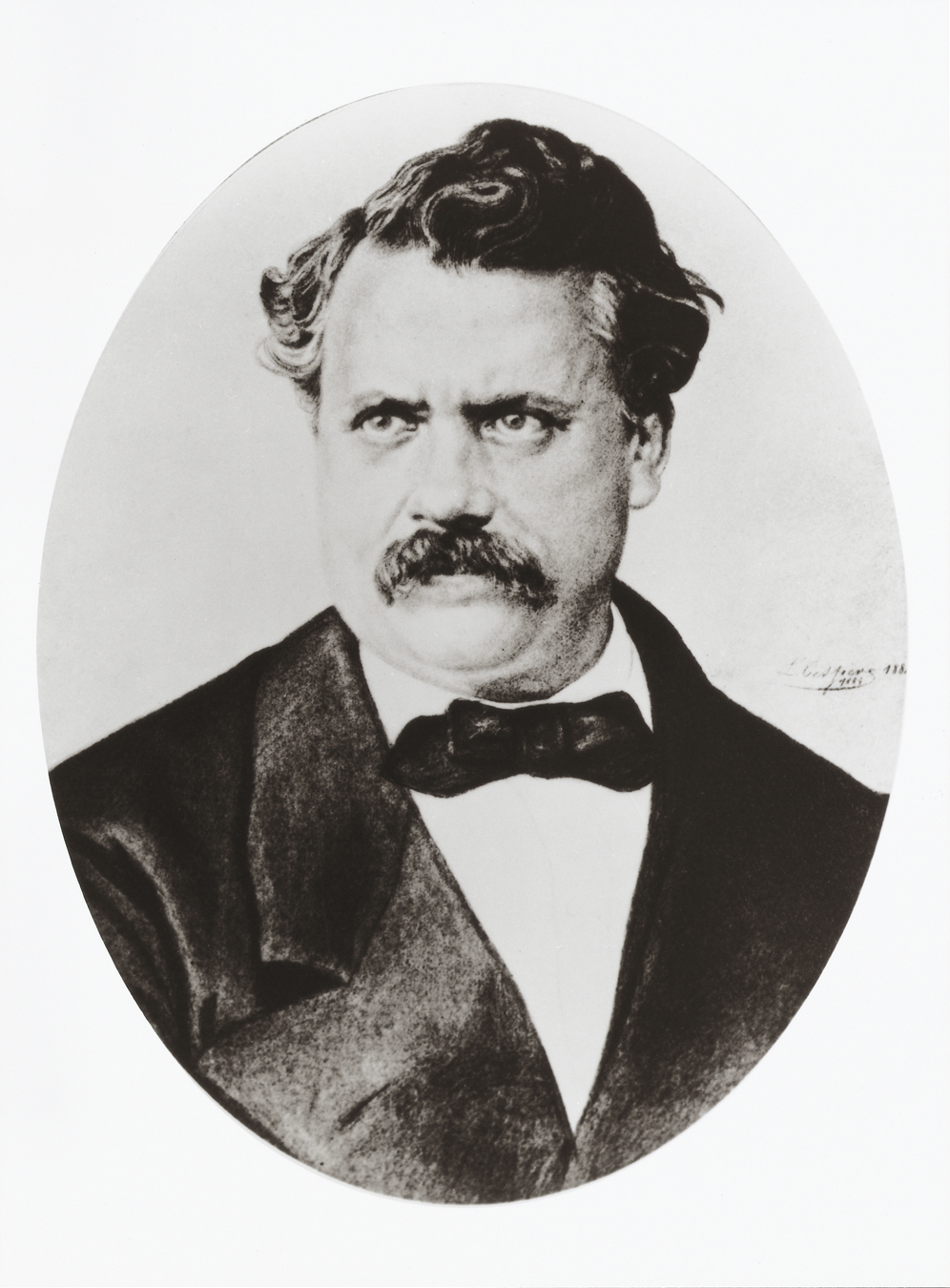
Portret Louisa Vuittona

W 2004 roku firma świętowała 150-lecie swojego istnienia. Z tej okazji przed sklepem na Polach Elizejskich w Paryżu po raz pierwszy stanął olbrzymi kufer podróżny, który w następnych latach pojawiał się również w innych miejscach, m.in. na Placu Czerwonym w Moskwie.
Wizytówką marki jest lokal znajdujący się w Wiedniu, butik ten, jest rozpoznawalnym na całym świecie obiektem turystycznym.
W Polsce dotychczas (stan na 2018 rok) funkcjonuje jeden sklep marki Louis Vuitton w domu mody Vitkac, prowadzi sprzedaż internetową, siedziba ulokowana jest w Warszawie.

## Wzory, materiały oraz kolory
Najbardziej znany wzór: Monogram Canvas został zaprojektowany przez syna Vuittona, Georges'a w 1896 r. Louis Vuitton jest najczęściej podrabianą marką w historii, tylko poniżej 1% ze wszystkich produktów sygnowanych przez nią nie jest podrabiana.
W 1996 r. brązowo-beżowa szachownica została zarejestrowana jako unijny znak towarowy. W 2009 r. konkurencja podjęła skuteczną próbę jego unieważnienia. Sąd w uzasadnieniu wyroku stwierdził, że wzór szachownicy, jest motywem, który istniał od setek lat i wykorzystywany był powszechnie w sztuce dekoracyjnej. Motyw szachownicy pojawiał się m.in. w tkaninie z Bayeux. Louis Vuitton odwołał się od wyroku do Trybunału Sprawiedliwości Unii Europejskiej jednocześnie zawierając z przeciwnikiem ugodę. W jej następstwie konkurent wycofał wniosek o unieważnienie tego znaku towarowego, co oznacza, że nadal podlega on ochronie prawnej.
- Monogram Canvas – najbardziej znany wzór marki – brązowe tło z charakterystycznymi, jasnymi znaczkami i monogramem LV. Wykonany z płótna winylowanego, charakteryzującego się większą wytrzymałością od skóry. Natomiast Monogram Multicolor jest wersją kolorystyczną w której to na białym lub czarnym tle znajdują się kolorowe znaczki. Obicia oraz uchwyty zrobione są z jasnej skóry naturalnej.
- Cherry blossom – znany wzór marki, charakteryzujący się różowym tłem i kwiecistym wzorem.
- Damier Ebene – płótno w charakterystyczną szachownice w odcieniach brązu, wraz z umieszczanym symetrycznie, w linii logiem. Wersja Damier Azur jest odmianą w odcieniach jasnego beżu i szarości, natomiast Damier Graphite oraz Damier Cobalt to wersje dedykowane dla mężczyzn – odpowiednio w kolorze grafitu oraz kobaltu. Obicia oraz uchwyty zrobione są również ze skóry naturalnej.
- Monogram Leder – różnorodne wersje wykonane z naturalnej skóry[12], charakteryzują się symetrią i powtarzalnością wzoru.
- Catogram – płótno przyozdobione kotami, motyw ten po raz pierwszy pojawił się w 2018 roku.